# (7760) 1990 RW3
(7760) 1990 RW3 — астероид главного пояса, который принадлежит к семейству Массалии и является вторым по величине астероидом в этом семействе. Он был открыт 14 сентября 1990 года американским астрономом Генри Хольтом в Паломарской обсерватории. 
Астероид испытывает колебания блеска с амплитудой 0,32m в связи с осевым вращением с синодическим периодом 25,940(5) часа(Pray et al., 2006). Тщательные исследования кривой блеска были предприняты в связи с подозрениями, что астероид является двойным, однако признаков наличия спутника не выявлено. 
Астероид размером около 7 км образовался вместе с остальными астероидами семейства Массалии 150-200 млн лет назад в результате импактного события. Он является предположительно крупнейшим фрагментом, выброшенным в результате столкновения крупного астероида (20) Массалия и другого тела.

Орбита астероида и его положение в Солнечной системе